# Wladyslaw Szlengel
Władysław Szlengel, né à Varsovie en 1912 et mort, exécuté par les Allemands dans le Ghetto de Varsovie, le 8 mai 1943 lors du soulèvement du ghetto était un poète, un satiriste et un acteur juif polonais qui écrivit des poèmes en polonais qui étaient lus et récités par les juifs maintenus prisonniers dans le ghetto de Varsovie. Ses textes furent redécouverts après guerre et publiés.

## Éléments biographiques

### Avant-guerre
Wladyslaw Szlengel est né à Varsovie en Pologne en 1912, dans un milieu juif cultivé. Il assiste son père qui réalise des affiches publicitaires pour le cinéma. Il effectue des études commerciales. Avant-guerre, il est déjà publié dans la revue satirique Szpilki où il est apprécié pour son humour et son art de la caricature. Par la suite, il publie des pièces plus graves, presque prémonitoires, dans le quotidien sioniste polonais: Nasz Przegląd.

### Seconde Guerre mondiale
Durant la guerre, détenu dans le Ghetto de Varsovie, il démarre une revue satirique quotidienne au célèbre café Sztuka (l'Art), rue Lezno où se produit la chanteuse Wiera Gran et son pianiste Wladyslaw Szpilman. Il lui écrit une chanson qui connaîtra un beau succès: Son premier bal. Son Journal vivant (Zywy dziennik), revue drolatique, connait un important succès au sein du ghetto dont il dépeint la vie avec un humour caustique égratignant au passage les gros bonnets du ghetto qui venaient cependant rire de l'insolence du jeune poète. Fin 1942, les cafés ont fermé, Wladyslaw Szlengel se produit alors dans des ateliers du quartier des Bosseries. Il renonce ensuite à la scène et se résout à dactylographier ses textes en douzaines d'exemplaires qu'il diffuse. Il cherche, en vain, à être aidé dans cette tâche au dehors du ghetto.
Il confie ses textes à Emanuel Ringelblum qui, quelques mois avant sa mort, faisant la chronique de l'intelligentsia du ghetto fera un portrait fouillé et admiratif de Wladyslaw Szlengel, l'appelant, "le poète du Ghetto". Ce dernier lui déposant ses textes lui écrit qu'il lui laisse ses "poèmes-documents qu'il a lus à des gens qui croyaient encore à leur survie", qu'il souhaite qu'il soit réunis après-guerre en un journal intime écrit du fond de l'enfer. Il ajoute: "en moins d'une heure, ces vers sont devenus ceux que j'ai lus aux morts" Szlengel se voit, lui, comme un chroniqueur des noyés. Non résigné et galvanisé par la première action armée des juifs du ghetto, le 18 janvier 1943, il se rapproche des combattants et écrit un manifeste dont on connait deux versions: Contre-attaque. Wladyslaw Szlengel est abattu dans le bunker de Szymon Kac, au 36 de la rue Swietojerska, le 8 mai 1943.

## Publications
Le premier recueil à comporter des poèmes de Wladyslaw Szlengel fut édité par Michal M. Borwicz en 1947. Dans les années 1960, ses manuscrits sont redécouverts dans le double plateau d'une vieille table par Ryszard Baranowski qui s'apprêtait à en faire du bois de chauffage. Par la suite, Irena Maciejewska publie en 1977 "Ce que j'ai lu aux morts" reprenant les textes de Wladyslaw Szlengel. Halina Birenbaum, rescapée du ghetto de Varsovie, redécouvre les textes et les traduit en hébreu. De mémoire, elle en ajoute un :"Règlement de comptes". Un autre rescapé du ghetto en retrouvera par la suite un exemplaire. Halina Bierenbaum raconte que: 

« les poèmes de Wladyslaw Szlengel étaient lus dans les maisons du ghetto et au dehors, le soir, qu'on se les transmettait de la main à la main, par le bouche-à-oreilles. Les poèmes étaient composés sous le coup d'une passion ardente, au cours des événements qui paraissaient durer des siècles. Ils étaient le reflet vivant de nos sentiments, de nos pensées, de nos besoins, de notre douleur et d'un combat sans merci pour chaque instants de vie. »

H. Bierenbaum, "Sloko Które nie ginie nigdy, Nowiny Kurier, 21 octobre 1983.

### Son œuvre

#### Avant-guerre
- N'achetez pas le calendrier du nouvel an
- Une génération effrayée

#### Poèmes de 1942-1943
- Contre-attaque (version 1)
- Contre-attaque (version 2)
- Conversation avec un enfant
- Deux morts
- La clef est chez le concierge
- La fenêtre qui donne de l'autre côté
- La Petite gare de Treblinka
- Les Choses
- Quatre fils
- Règlement de comptes
- Sonnettes
- Une page d'un journal de déportation